# VMRDA Health Arena
VMRDA Health Arena, también conocido como (Health Arena), es un parque urbano en la ciudad de Visakhapatnam. El parque está ubicado al pie de la colina del Kailasagiri con una pista de jogging de 2 km. El área total del parque es de 20 acres y fue el primer parque de tipo salud en Andhra Pradesh con instalaciones de yoga, gimnasio y ciclovía.